# Dragonsphere
Dragonsphere  is een point-and-click adventure uit 1994 bedacht door Douglas Kaufman. Het was oorspronkelijk enkel beschikbaar voor DOS, maar later werd het uitgebracht voor Windows, Linux en Mac OS. Het originele spel werd ontwikkeld en verdeeld door MicroProse.

## Verhaal
Koning Callash verneemt dat de kwaadaardige tovenaar Sanwe wellicht een manier heeft gevonden om te ontsnappen uit de magische bol waarin hij al twintig jaar verblijft. Daarom gaat Callash op zoek naar een manier om die ontsnapping te verhinderen.  Tijdens zijn zoektocht ontdekt Callash zijn eigen ware identiteit en de waarheid over de relatie met zijn broer MacMorn, waarom Sanwe werkelijk gevangengenomen werd en een complot tussen zijn moeder en de tovenaar Ner-Tom.

## Personages
- King Callash:  werd recent de nieuwe koning van Gran Callahach.
- Pid Shuffle:  een gedaanteverwisselaar. Hij kan zich onder andere vervormen tot slang, zeehond en beer
- Sanwe:  Een kwaadaardige tovenaar die als gevangene leeft in een magische bol
- MacMorn: De ambitieuze broer van de koning
- Llanie de Summers: een jonge hertogin
- Queen Mother: De voormalige koningin en moeder van Callash en MacMorn.
- Fiona:  De nieuwe koningin en vrouw van Callash
- Ner-Tom:  De tovenaar van het koninkrijk